# 卢伊齐亚尼亚
卢伊齐亚尼亚是巴西圣保罗州的一个市镇。总面积167.008平方公里，总人口4782人，人口密度28.6人/平方公里。